# Dansk Australsk Fodbold Liga
Dansk Australsk Fodbold Liga (DAFL) er den højeste liga af australsk fodbold i Danmark. Der er seks klubber i ligaen, placeret på tværs af Danmark og Sverige. Den indledende sæson var i 1989.

## Klubber
| Klub                        | By          | Land    |
| --------------------------- | ----------- | ------- |
| Copenhagen Crocs            | København   | Danmark |
| Farum Cats                  | Farum       | Danmark |
| Helsingborg Saints          | Helsingborg | Sverige |
| Jutland Shinboners          | Aalborg     | Danmark |
| North Copenhagen Barracudas | København   | Danmark |
| Port Malmö Maulers          | Malmö       | Sverige |

## Eksterne links
- Officiel hjemmeside